# Mediorhynchus pintoi
Mediorhynchus pintoi är en hakmaskart som beskrevs av Lauro Travassos 1923. Mediorhynchus pintoi ingår i släktet Mediorhynchus och familjen Giganthorhynchidae. Inga underarter finns listade i Catalogue of Life.